# Éric Quesada
Pour les articles homonymes, voir Quesada.
Éric Quesada, né le 28 juillet 1975, est un joueur français de rugby à XV évoluant au poste de pilier gauche.

## Carrière
- 2001-2007 : Racing Métro 92[1]
- 2007-2010 : AC Bobigny[1]